# Sunset (Bird of Prey)
Sunset (Bird of Prey) — сингл 2000 года английского исполнителя Fatboy Slim. В песне поётся о хищной птице (англ. Bird of prey), летящей высоко в небе.
Слова были взяты музыкантом из записи чтения Джимом Моррисоном из The Doors собственного стихотворения «Bird of Prey». Данный трек доступен на переиздании альбома An American Prayer.

## Видеоклип
Видеоклип начинается с чёрно-белого предвыборного ролика с изображением маленькой девочки, считающей лепестки у цветка. Её счёт неожиданно сменяется обратным отсчётом, предшествующим ядерному взрыву. Зритель слышит обращение кандидата в президенты США Линдона Джонсона, в котором он говорит: «Таковы ставки! Жить в мире, в котором все дети Господа могут жить вместе, или уйти в темноту. Мы должны либо любить друг друга, либо мы должны умереть». Затем диктор сообщает: «Голосуйте за президента Джонсона 3 ноября. Ставки слишком высоки, чтобы оставаться дома.»
Это обращение смотрит пилот ВВС США, готовящийся к боевому вылету на своём самолёте Hawker Hunter под названием «Bird of Prey». Он начинает полёт, набирает высоту, перед ним проносятся в обратном порядке кадры, запечатлевшие бомбардировки напалмовыми и кассетными бомбами, но затем он катапультируется и неожиданно оказывается лежащим в ангаре со своим истребителем. Весь полёт ему привиделся. Он радостно смеётся — ему не пришлось никого убивать.

### Режиссёрская версия
На DVD «The Greatest Hits — Why Make Videos» помимо оригинальной версии также есть режиссёрская версия (directors cut). Из неё становится понятно, почему лётчик после катапультирования оказывается на полу в ангаре рядом с самолётом и почему он радостно смеётся при этом. Всё дело в том, что до «вылета» он в рамках секретного научного опыта принял некое психоактивное вещество, растворённое в стакане воды (На двух кадрах в конце демонстрируется часть молекулы ЛСД). После того, как он обнаруживает себя на полу в ангаре, его подбирают двое солдат из военной полиции. Он пытается им что-то объяснить («Guys! Guys… It’s wonderful… It’s important that you understand…»), но его не слушают. Видение окончательно развеивается, и летчик снова обнаруживает себя в комнате с телевизором. Кадры выхватывают различные документы с грифом «Секретно» и «Совершенно секретно», эмблемы УСС и ЦРУ и, наконец в довершение — упоминание о проекте «МК-Ультра».
Помимо раскрытия сюжета, режиссёрская версия содержит неизменный портрет Нормана Кука — на этот раз в форме полковника ВВС США, висящий в том же помещении, где лётчик принял наркотик.